# Oleksandr Kutjer
Oleksandr Mykolajovytj Kutjer (ukrainska: Олександр Миколайович Кучер), född 22 oktober 1982 i Kiev, är en ukrainsk före detta fotbollsspelare som spelade för Sjachtar Donetsk.

## Meriter
Sjachtar Donetsk
- Premjer-liha: 2008, 2010, 2011, 2012, 2013, 2014, 2017
- Ukrainska cupen: 2008, 2011, 2012, 2013, 2016, 2017
- Ukrainska supercupen: 2008, 2010, 2012, 2013, 2014, 2015
- Uefacupen: 2009